# Northern Cook Islands
Northern Cook Islands är öar i Cooköarna (Nya Zeeland). De ligger i den norra delen av landet.